# Abbaye des Pierres
L’abbaye des Pierres est une ancienne abbaye cistercienne, construite dans la première moitié du XIIe siècle près de Sidiailles (Cher) ; ses vestiges dominent le ruisseau de la Joyeuse, affluent de la rive gauche de l'Arnon.

## Historique
L'abbaye des Pierres est une fondation cistercienne, érigée par Raoul, prince de Déols, au XIIe siècle (avant 1135), probablement par rattachement d'une communauté d'ermites préexistante à cet ordre religieux.
Elle se situe sur un éperon rocheux surplombant la Joyeuse, sur le flanc d'un vallon nommé « Val horrible », sur l'ancienne route du Bourbonnais. Cette position stratégique permettait aux moines de contrôler le passage des marchandises sur cette voie avec prélèvement d'un péage. L'abbaye possédera un large territoire localement, comprenant notamment quatre moulins, 250 hectares de bois, et un vaste domaine agricole.
En 1149, elle est rattachée à l'abbaye d'Aubepierre (Creuse), au diocèse de Limoges.
L'abbaye était consacrée à la Bienheureuse Marie ou Notre-Dame.
Parmi les bienfaiteurs de l'abbaye, on trouve les seigneurs de Culan, de Châteaumeillant, de La Roche-Guillebaud et de Préveranges. Du fait de leur rôle de donateur local, les seigneurs de La Roche-Guillebaud auront le privilège de l'inhumation au sein de l'abbaye.
Les guerres de Religion vont affaiblir l'abbaye avec des pillages répétés en 1562, 1570, 1590 par les protestants. Un nouveau sac a lieu en 1650 pendant la Fronde. L'abbaye est restaurée entre 1682 et 1708. Un des bâtiments subsistants porte la date de 1778 et correspond à un bâtiment d'exploitation agricole.
Avec la Révolution, l'abbaye est vendue comme bien national en 1791. Le nouveau propriétaire s'en sert comme carrière de pierres et une ferme s'installe à proximité ; elle comprend l'ancien bâtiment d'exploitation datant de 1778. La reconversion en carrière de pierres explique que l'on retrouve dans les bâtiments des environs des pierres en réemploi.

## Architecture
Elle était construite en moellons de schiste avec chaînes de pierres de taille en grès et avait un plan traditionnel cistercien, avec une église tout en longueur à chevet plat et sans collatéraux, mais avec des chapelles annexes de part et d'autre du chevet. La nef, d'une largeur de 6,5 m, et le chœur étaient couverts par une voûte en berceau.
En 1726, le plan de l'abbaye est ainsi décrit : « Contre l'église, se trouvait le cloître, le bâtiment d'habitation des moines à l'est, à son opposé le bâtiment d'ouest avec écurie, vestibule et parloir. Fermant le cloître au sud, se trouvait le réfectoire, la salle des moines (salle capitulaire ?), au premier l'hôtellerie. La tour d'angle au sud-est comportait quatre étages avec cuisine, boulangerie, office, infirmerie, bibliothèque et commodités. »
Après un incendie, les bâtiments ont été redistribués avec notamment la création du logis du père abbé dans le bâtiment ouest, avant 1789. Il comprenait, outre la chambre du père abbé, deux appartements d'hôtes, quatre chambres pour domestiques et un réfectoire.

## De nos jours

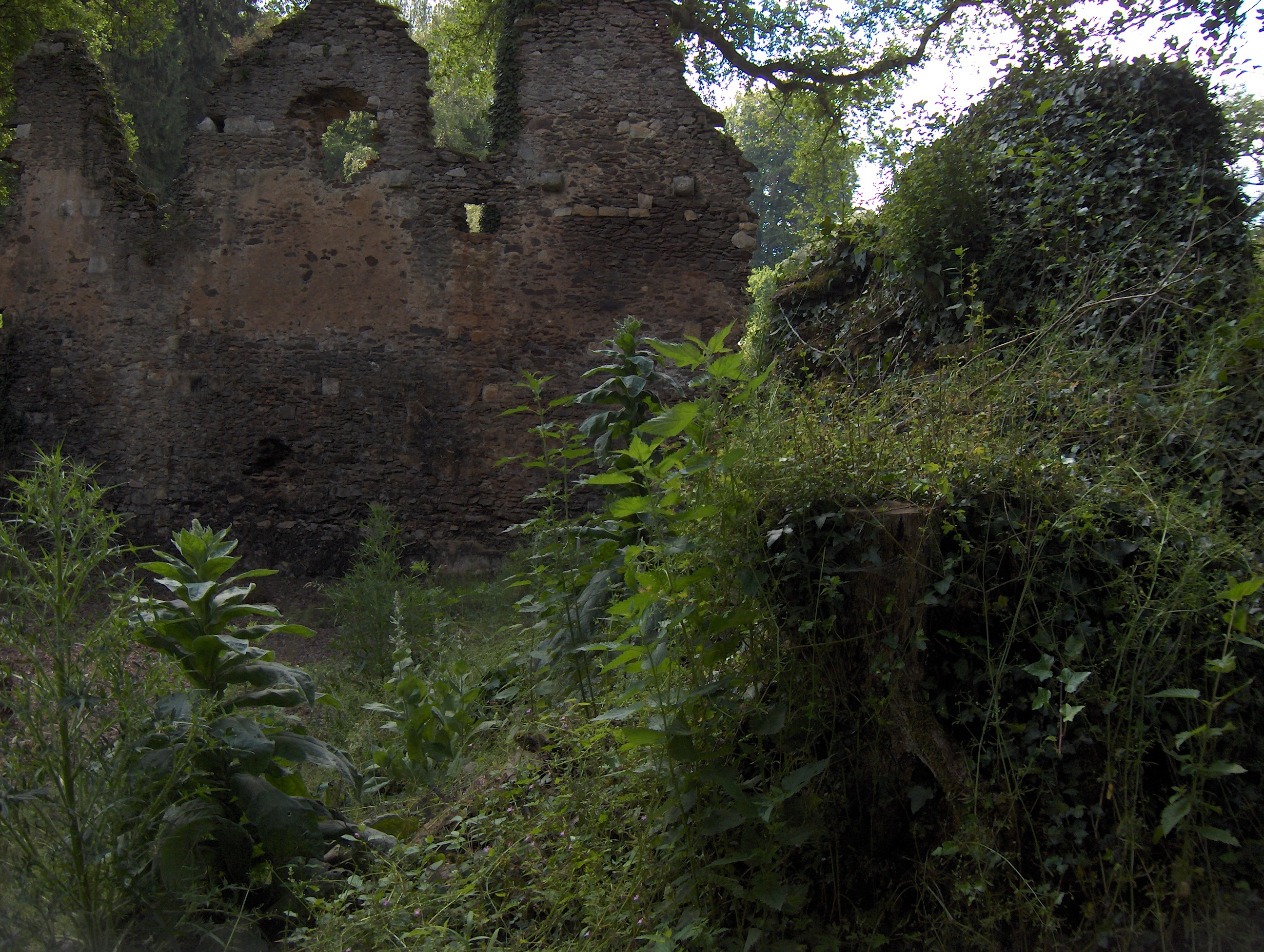
Mur du logis du père abbé.

L'abbaye est toujours une propriété privée, dont il ne subsiste que le porche d'entrée avec son pavillon, le bâtiment d'exploitation remanié et agrandi et les ruines de l'abbaye elle-même.
L'édifice n'est pas protégé au titre des monuments historiques.
En descendant vers le gué de la Joyeuse, on peut aussi apercevoir les ruines d'un moulin sur la gauche du sentier.
Elle se situe sur un chemin de randonnée pédestre « sur les pas des maîtres sonneurs », qui suit la route décrite par George Sand dans son roman du même nom.

## Cartulaire
Le cartulaire de l'abbaye des Pierres est conservé à la BnF.